# روبین گیوان
روبین گیوان
(زاده:۱۹۶۵) نویسنده سابق بخش مد در روزنامه واشنگتن پست است. وی به دلیل فعالیت‌هایش در دیلی بیست و نیوزویک جایزه پولیتزر را بدست آورد.